# دشت خوزستان
دشت خوزستان یک منطقه نسبتاً هموار ایران است که استان خوزستان و شهرهای اهواز، شوش و آبادان در آن واقع شده‌است. این دشت یکی از بزرگترین دشت ایران و یکی از غنی‌ترین مناطق کشاورزی جهان است. دشت خوزستان از طریق چندین رودخانه بزرگ مانند کارون و کرخه آبیاری می‌شود. دشت خوزستان با بین‌النهرین هم‌مرز است و توسط اروند رود از بین‌النهرین جدا می‌شود.